# Shyla Stylez
Shyla Stylez (ur. 23 września 1982 w Armstrong, zm. 9 listopada 2017 tamże) – kanadyjska aktorka pornograficzna.

## Życiorys

### Wczesne lata
Urodziła się w Armstrong w Kolumbii Brytyjskiej. Jej rodzina pochodziła z Niemiec. Po ukończeniu szkoły średniej przeprowadziła się do Vancouver. Gdy skończyła 18 lat, zaczęła pracować jako striptizerka.

### Kariera
W sierpniu 2000, w wieku 19 lat przeprowadziła się do Los Angeles, gdzie poznała Erika Everharda i podjęła pracę dla wytwórni pornograficznej Anabolic Video Productions. W czerwcu 2002 poprawiła swój wygląd poprzez przefarbowanie włosów na blond i powiększenie piersi. Stylez pracowała czasami dla 'Jill Kelly Productions'. W 2003 była nominowana do nagrody AVN Award w kategorii Najlepsza nowa gwiazdka.
W 2006 po ponad dwuletniej przerwie powróciła na ekran z jeszcze większymi (miseczka podwójne D) piersiami. W 2007 otrzymała nominację do nagrody XRCO Award w kategorii najlepszy powrót, a także była nominowana do AVN Award w kategorii najlepsza scena seksu samych dziewczyn – wideo w produkcji Zero Tolerance Entertainment Girlvana 2 (2006) z Sammie Rhodes i Jenaveve Jolie. Przez jakiś czas była prezenterką telewizyjną w Un-Wired TV (2007), niezależnym programie telewizyjnym w Los Angeles.
W 2008 zdobyła dwie nominacje do nagrody AVN Award w kategoriach: najlepsza aktorka drugoplanowa – wideo w Coming Home (2007) i najlepsze interaktywne DVD w My Plaything: Shyla Stylez (2006).
W 2009 otrzymała trzy nominacje do AVN Award w kategoriach: najlepsza złośnica w Curvy Girls (2008), najlepsza scena seksu POV w Full Streams Ahead (2008) z Chrisem Streamsem oraz najlepsza scena seksu grupowego w filmie Pirates II: Stagnetti’s Revenge (2008) z Abbey Brooks, Veronicą Rayne, Charlesem Derą, Marco Banderasem, Stoyą, Gabriellą Fox, Manuelem Ferrarą i Breą Lynn.
W 2010 oprócz nominacji do AVN Award za najlepszą scenę seksu POV w Digital Playground Jack’s POV 12 (2008) ze Scottem Nailsem, była nominowana do nagrody F.A.M.E. Awards aż w sześciu kategoriach: ulubiona gwiazdka seksu analnego, ulubiony biust, sprośna dziewczyna w porno, ulubiona niedoceniona gwiazda, ulubiona wykonawczyni i najgorętsze ciało oraz została wybrana jedną z 12 najlepszych gwiazd porno przez magazyn „Maxim”.
W kwietniu 2011 zajęła drugie miejsce w rankingu „Najlepsze aktorki i aktorzy porno” (Mejores actores y actrices porno), ogłoszonym przez hiszpański portal 20minutos.es.
Wzięła udział w filmach dokumentalnych: Monster Black Dong Eruptions 1 (2016) i Jiggly All-Natural E-Cup Breasts 2 (2016).

### Życie prywatne
23 października 2002 wyszła za mąż za Boba Friedlanda, dyrektorem naczelnym ‘Jill Kelly Productions’, ale rozwiodła się w 2004 roku.
W sierpniu 2003 Stylez była wplątana w seksaferę z George’em Jaramillo, byłym pomocnikiem szeryfa hrabstwa Orange w Kalifornii, ponieważ miała z nim kontakty seksualne. W latach 2003–2004 związana była z reżyserem i scenarzystą Michaelem Whiteacre’em, u którego zagrała w komedii Call Girl Wives (2005).
Zmarła 9 listopada 2017 podczas snu w wieku 35 lat. W dniu śmierci przebywała w domu swojej matki w Kolumbii Brytyjskiej. Przyczyna jej śmierci jest nieznana.

## Nagrody i nominacje
| Rok  | Nagroda                      | Kategoria                                                       | Film                                                | Inni wykonawcy                                                                                               | Rezultat  |
| ---- | ---------------------------- | --------------------------------------------------------------- | --------------------------------------------------- | --- | --------- |
| 2003 | AVN Award                    | Najlepsza nowa gwiazdka                                         | –                                                   | – | Nominacja |
| 2003 | XRCO Award                   | Najlepsza scena seksu triolizmu (dziewczyna/chłopak/chłopak)    | Balls Deep 4 (2002)                                 | Erik Everhard i Lexington Steele                                                                             | Nominacja |
| 2004 | AVN Award                    | Najbardziej skandaliczna scena                                  | Hustlaz: Diary of a Pimp (2002)                     | Nikki Fairchild, India i Darren James                                                                        | Nominacja |
| 2004 | AVN Award                    | Najlepsza złośnica                                              | Hustlaz: Diary of a Pimp (2002)                     | Nikki Fairchild i India                                                                                      | Nominacja |
| 2004 | AVN Award                    | Najlepsza scena seksu samych dziewczyn – wideo                  | When the Boyz Are Away the Girlz Will Play 8 (2002) | Aria | Nominacja |
| 2007 | AVN Award                    | Najlepsza scena seksu samych dziewczyn – wideo                  | Girlvana 2 (2006)                                   | Jenaveve Jolie i Sammie Rhodes                                                                               | Nominacja |
| 2008 | XRCO Award                   | Najlepszy powrót                                                | –                                                   | – | Nominacja |
| 2008 | AVN Award                    | Najlepsza aktorka drugoplanowa                                  | Coming Home (2007)                                  | – | Nominacja |
| 2009 | XBIZ Award                   | Wykonawczyni roku                                               | –                                                   | – | Nominacja |
| 2009 | AVN Award                    | Najlepsza scena seksu POV                                       | Full Streams Ahead (2008)                           | Chris Streams                                                                                                | Nominacja |
| 2009 | AVN Award                    | Najlepsza złośnica                                              | Curvy Girls (2008)                                  | – | Nominacja |
| 2009 | AVN Award                    | Najlepsza scena seksu grupowego                                 | Pirates II: Stagnetti’s Revenge (2008)              | Charles Dera, Marco Banderas, Stoya, Abbey Brooks, Veronica Rayne, Manuel Ferrara, Gabriella Fox i Brea Lynn | Nominacja |
| 2010 | AVN Award                    | Najlepsza scena seksu POV                                       | Jack’s POV 12 (2008)                                | Scott Nails                                                                                                  | Nominacja |
| 2011 | XRCO Award                   | Orgasmic Analist                                                | –                                                   | – | Nominacja |
| 2011 | Urban X Award                | Hall of Fame                                                    | –                                                   | – | Wygrana   |
| 2011 | AVN Award                    | Najlepsza scena seksu triolizmu (dziewczyna/dziewczyna/chłopak) | Pornstar Workout 2 (2009)                           | Mark Ashley i Kagney Linn Karter                                                                             | Nominacja |
| 2011 | AVN Award                    | Najlepsza scena seksu analnego                                  | Big Butts Like It Big 6 (2010)                      | Johnny Sins                                                                                                  | Nominacja |
| 2011 | Nagroda miesięcznika „Maxim” | Maxim UK’s Top 12 Pornstars                                     | –                                                   | – | Wygrana   |
| 2016 | AVN Award                    | AVN Hall of Fame                                                | –                                                   | – | Wygrana   |